# Hockey Club Poznań
Hockey Club Poznań – polski klub hokeja na lodzie z siedzibą w Poznaniu.

## Historia
Hockey Club Poznań powstał w 2010. Jego zespół występował w II lidze. W sezonie II ligi 2015/2016 drużyna pod nazwą Hokej Poznań wygrała Grupę Północną. W 2016 klub zgłosił drużynę do I ligi tj. drugiej klasy rozgrywkowej w Polsce (po raz ostatni poznański zespół Tarpan Poznań występował w drugiej klasie rozgrywkowej w edycji II ligi 1981/1982)), po czym drużyna pod nazwą Hokej Poznań przystąpiła do sezonu I ligi 2016/2017; w tym sezonie trenerami w klubie byli Paweł Mateja i Białorusin Juryj Ziankou, zaś koordynatorem został Jacek Szopiński. Równolegle drużyna rezerwowa klubu w kwietniu 2017 zdobyła w Poznaniu regionalne mistrzostwo w ramach III ligi. Następnie drużyna Hokej Poznań przystąpiła do sezonu I ligi 2017/2018, zaś nowym trenerem został Leszek Minge.

## Sezony
- 2011/2012: II liga Grupa Zachodnia – 3. miejsce w sezonie zasadniczym, półfinał play-off
- 2012/2013: II liga Grupa Zachodnia – 6. miejsce w sezonie zasadniczym, ćwierćfinał play-off
- 2013/2014: II liga Grupa Zachodnia – ?. miejsce w sezonie zasadniczym
- 2014/2015: II liga Grupa Zachodnia – ?. miejsce w sezonie zasadniczym
- 2015/2016: II liga Grupa Północna – 1. miejsce w sezonie zasadniczym
- 2016/2017: I liga – 4. miejsce w sezonie zasadniczym, półfinał play-off
- 2017/2018: I liga – 6. miejsce w sezonie zasadniczym